# Umowa pittsburska

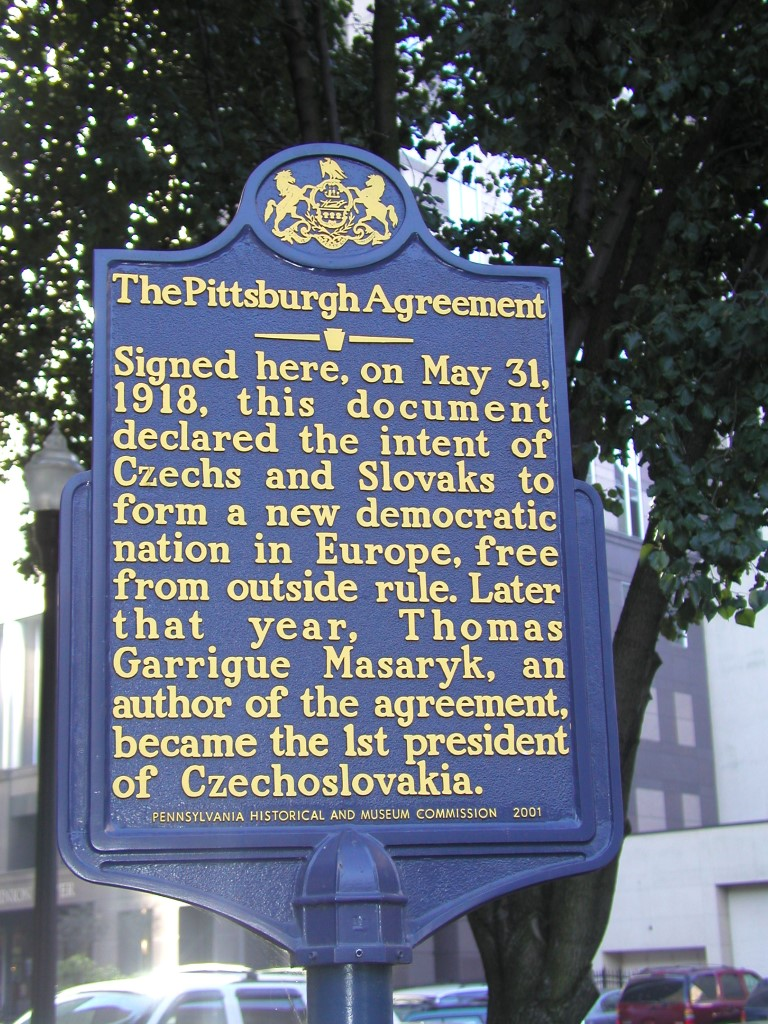
Tablica upamiętniająca wydarzenie w Pittsburgu

Umowa pittsburska – porozumienie zawarte między emigracyjnymi działaczami czeskimi i słowackimi a Tomaszem Masarykiem w Pittsburghu 31 maja 1918. Mówiła ona o utworzeniu państwa czecho-słowackiego z zastrzeżeniem słowackiej autonomii z własną administracją, parlamentem i sądami. 
Oczekiwania Słowaków nie zostały jednak zrealizowane w pierwszej Republice Czechosłowackiej. Skutkiem czego na umowę pittsburską powoływali się słowaccy zwolennicy autonomii, m.in.: ks. Andrej Hlinka, przywódca Słowackiej Partii Ludowej. 
Dopiero w obliczu kryzysu 1938 roku druga republika dokonała federalizacji państwa podpisując tzw. umowę żlińską 6 października i przyznając autonomię Słowacji w nowej konstytucji z 23 listopada 1938 roku. Stanowiła ona m.in. krajowy sejm słowacki, Slovenský Snem. Ostatecznie pod presją Hitlera 14 marca 1939 r. doszło do ogłoszenia słowackiej niepodległości przez rząd ks. Jozefa Tiso.  